# Mérione du Sud
Meriones meridianus
Espèce
Statut de conservation UICN

 LC  : Préoccupation mineure
Le Mérione du Sud (Meriones meridianus ou Meriones (Pallasiomys) meridianus) est une espèce qui fait partie des rongeurs. C'est une gerbille de la famille des Muridés.  L'espèce fréquente les déserts de sable, de la Mer Caspienne à la Mongolie.

## Liste des sous-espèces
Selon NCBI (14 janv. 2011) :
- sous-espèce Meriones meridianus penicilliger